# Olympische Jugend-Sommerspiele 2014/Teilnehmer (Österreich)
| Gelbes Symbol für Goldmedaillen mit stilisierten Olympischen Ringen | Graues Symbol für Silbermedaillen mit stilisierten Olympischen Ringen | Braundes Symbol für Bronzemedaillen mit stilisierten Olympischen Ringen |
| ------------------------------------------------------------------- | --------------------------------------------------------------------- | ----------------------------------------------------------------------- |
| 1                                                                   | —                                                                     | 1                                                                       |

Die Österreicher Jugend-Olympiamannschaft bestand aus 33 Athleten (15 Mädchen/18 Burschen) sowie 31 Betreuern für die II. Olympischen Jugend-Sommerspiele vom 16. bis 28. August  in Nanjing (Volksrepublik China).
Österreich erzielte eine Gold- und eine Bronzemedaille.

## Fakten zur Mannschaft
- Die meisten Sportler stellten mit je vier Teilnehmern die Bereiche Beachvolleyball, Rad und Schwimmen.
- Aus den Bundesländern Steiermark und Wien kamen jeweils sieben Athleten, gefolgt von Oberösterreich, Niederösterreich (je 5), Tirol (4), Vorarlberg (3), Salzburg und Kärnten (je 1).
- Turnerin Ceyda Sirbu und Leichtathletin Ina Huemer (200 m) waren mit jeweils 15 Jahren die Jüngsten im Aufgebot, ältester Athlet war Judoka Marko Bubanja, 18.
- Mit Michaela Polleres (Judo), Ina Huemer, Dominik Hufnag (Leichtathletik), Sebastian Steffan (Schwimmen) und Ceyda Sirbu (Turnen) standen insgesamt fünf Nachwuchsathleten im „Team Austria“, die schon im Vorjahr beim Europäischen Olympischen Jugendfestival (EYOF) im holländischen Utrecht mit dabei waren.

## Medaillen

### Medaillenspiegel
| Rang   | Sportart | Goldmedaille – Olympiasieger | Silbermedaille – 2. Platz | Bronzemedaille – 3. Platz | Gesamt |
| ------ | -------- | ---------------------------- | ------------------------- | ------------------------- | ------ |
| 1      | Kanu     | 1                            | —                         | —                         | 1      |
| 2      | Judo     | —                            | —                         | 1                         | 1      |
| Gesamt | Gesamt   | 1                            | 0                         | 1                         | 2      |

### Medaillengewinner

#### Gold
| Name               | Sportart | Wettkampf |
| ------------------ | -------- | --------- |
| Nadine Weratschnig | Kanu     | C-1       |

#### Bronze
| Name              | Sportart | Wettkampf        |
| ----------------- | -------- | ---------------- |
| Michaela Polleres | Judo     | Klasse bis 63 kg |
| Marko Bubanja     | Judo     | Mixed Team       |

Kursivgeschriebene Medaillen wurden mit einer gemischten Mannschaft gewonnen und fließen daher nicht in die Medaillenbilanz der Nation ein.

## Athleten nach Sportarten

### Badminton
| Athleten                      | Wettbewerb   | Gruppenphase                    | Gruppenphase | Gruppenphase  | Gruppenphase | Viertelfinale | Viertelfinale | Halbfinale    | Halbfinale    | Finale        | Finale        | Rang          |
| Athleten                      | Wettbewerb   | Gegner                          | Ergebnis     | Punkte        | Rang         | Gegner        | Ergebnis      | Gegner        | Ergebnis      | Gegner        | Ergebnis      | Rang          |
| ----------------------------- | ------------ | ------------------------------- | ------------ | ------------- | ------------ | ------------- | ------------- | ------------- | ------------- | ------------- | ------------- | ------------- |
| Jungen                        |              |                                 |              |               |              |               |               |               |               |               |               |               |
| Wolfgang Gnedt                | Einzel       | Wladimir Schischkow             | 2:1          | 3:5 (147:150) | 3            | ausgeschieden | ausgeschieden | ausgeschieden | ausgeschieden | ausgeschieden | ausgeschieden | ausgeschieden |
| Wolfgang Gnedt                | Einzel       | Daniel Guda                     | 1:2          | 3:5 (147:150) | 3            | ausgeschieden | ausgeschieden | ausgeschieden | ausgeschieden | ausgeschieden | ausgeschieden | ausgeschieden |
| Wolfgang Gnedt                | Einzel       | Lee Cheuk Yiu                   | 0:2          | 3:5 (147:150) | 3            | ausgeschieden | ausgeschieden | ausgeschieden | ausgeschieden | ausgeschieden | ausgeschieden | ausgeschieden |
| Mädchen                       |              |                                 |              |               |              |               |               |               |               |               |               |               |
| Janine Lais                   | Einzel       | Lee Ying Ying                   | 0:2          | 2:6 (113:157) | 4            | ausgeschieden | ausgeschieden | ausgeschieden | ausgeschieden | ausgeschieden | ausgeschieden | ausgeschieden |
| Janine Lais                   | Einzel       | He Bingjiao                     | 1:2          | 2:6 (113:157) | 4            | ausgeschieden | ausgeschieden | ausgeschieden | ausgeschieden | ausgeschieden | ausgeschieden | ausgeschieden |
| Janine Lais                   | Einzel       | Katarina Beton                  | 1:2          | 2:6 (113:157) | 4            | ausgeschieden | ausgeschieden | ausgeschieden | ausgeschieden | ausgeschieden | ausgeschieden | ausgeschieden |
| Mixed Doppel                  |              |                                 |              |               |              |               |               |               |               |               |               |               |
| Sabrina Solis/ Wolfgang Gnedt | Mixed Doppel | Cheam June Wei/ Ng Tsz Yau      | 0:2          | 2:5 (94:137)  | 3            | ausgeschieden | ausgeschieden | ausgeschieden | ausgeschieden | ausgeschieden | ausgeschieden | ausgeschieden |
| Sabrina Solis/ Wolfgang Gnedt | Mixed Doppel | Lin Guipu/ Kim Ga-eun           | 0:2          | 2:5 (94:137)  | 3            | ausgeschieden | ausgeschieden | ausgeschieden | ausgeschieden | ausgeschieden | ausgeschieden | ausgeschieden |
| Sabrina Solis/ Wolfgang Gnedt | Mixed Doppel | Tanguy Citron/ Daniela Macías   | 2:1          | 2:5 (94:137)  | 3            | ausgeschieden | ausgeschieden | ausgeschieden | ausgeschieden | ausgeschieden | ausgeschieden | ausgeschieden |
| Alex Vlaar/ Janine Lais       | Mixed Doppel | Ygor Coelho/ Vladyslava Lesnaya | 2:0          | 2:4 (106:114) | 2            | ausgeschieden | ausgeschieden | ausgeschieden | ausgeschieden | ausgeschieden | ausgeschieden | ausgeschieden |
| Alex Vlaar/ Janine Lais       | Mixed Doppel | Shi Yuqi/ Joy Lai               | 0:2          | 2:4 (106:114) | 2            | ausgeschieden | ausgeschieden | ausgeschieden | ausgeschieden | ausgeschieden | ausgeschieden | ausgeschieden |
| Alex Vlaar/ Janine Lais       | Mixed Doppel | Seo Seung-jae/ Doha Hany        | 0:2          | 2:4 (106:114) | 2            | ausgeschieden | ausgeschieden | ausgeschieden | ausgeschieden | ausgeschieden | ausgeschieden | ausgeschieden |

### Beachvolleyball
| Athleten                                | Gruppenphase       | Gruppenphase              | Gruppenphase | 1. Runde           | 1. Runde           | Achtelfinale    | Achtelfinale       | Viertelfinale      | Viertelfinale             | Halbfinale    | Halbfinale    | Finale/Spiel um Platz 3 | Finale/Spiel um Platz 3 | Rang |
| Athleten                                | Gegner             | Ergebnis                  | Rang         | Gegner             | Ergebnis           | Gegner          | Ergebnis           | Gegner             | Ergebnis                  | Gegner        | Ergebnis      | Gegner                  | Ergebnis                | Rang |
| --------------------------------------- | ------------------ | ------------------------- | ------------ | ------------------ | ------------------ | --------------- | ------------------ | ------------------ | ------------------------- | ------------- | ------------- | ----------------------- | ----------------------- | ---- |
| Jungen                                  |                    |                           |              |                    |                    |                 |                    |                    |                           |               |               |                         |                         |      |
| Johannes Kratz Moritz Pristauz-Telsnigg | Ndagano/Ndayisabye | 2:0 (21:16, 21:10)        | 2            | Al Hammadi/Al Sahi | 2:0 (21:15, 23:21) | Rudolf/Stadie   | 0:2 (18:21, 15:21) | Ausgeschieden      | Ausgeschieden             | Ausgeschieden | Ausgeschieden | Ausgeschieden           | Ausgeschieden           | 17   |
| Johannes Kratz Moritz Pristauz-Telsnigg | Ashfiya/Licardo    | 0:2 (17:21, 19:21)        | 2            | Al Hammadi/Al Sahi | 2:0 (21:15, 23:21) | Rudolf/Stadie   | 0:2 (18:21, 15:21) | Ausgeschieden      | Ausgeschieden             | Ausgeschieden | Ausgeschieden | Ausgeschieden           | Ausgeschieden           | 17   |
| Johannes Kratz Moritz Pristauz-Telsnigg | DeFalco/Richard    | 2:0 (21:17, 21:14)        | 2            | Al Hammadi/Al Sahi | 2:0 (21:15, 23:21) | Rudolf/Stadie   | 0:2 (18:21, 15:21) | Ausgeschieden      | Ausgeschieden             | Ausgeschieden | Ausgeschieden | Ausgeschieden           | Ausgeschieden           | 17   |
| Johannes Kratz Moritz Pristauz-Telsnigg | Gómez/Hernández    | 2:0 (21:15, 21:19)        | 2            | Al Hammadi/Al Sahi | 2:0 (21:15, 23:21) | Rudolf/Stadie   | 0:2 (18:21, 15:21) | Ausgeschieden      | Ausgeschieden             | Ausgeschieden | Ausgeschieden | Ausgeschieden           | Ausgeschieden           | 17   |
| Johannes Kratz Moritz Pristauz-Telsnigg | Kmiecik/Macura     | 2:0 (23:21, 21:10)        | 2            | Al Hammadi/Al Sahi | 2:0 (21:15, 23:21) | Rudolf/Stadie   | 0:2 (18:21, 15:21) | Ausgeschieden      | Ausgeschieden             | Ausgeschieden | Ausgeschieden | Ausgeschieden           | Ausgeschieden           | 17   |
| Mädchen                                 |                    |                           |              |                    |                    |                 |                    |                    |                           |               |               |                         |                         |      |
| Mona Geßlbauer/Julia Radl               | Douduwa/Essumang   | 2:0 (21:12, 21:6)         | 2            | Bell/Kendall       | 2:0 (21:13, 21:13) | Fortunati/Rotti | 2:0 (21:19, 21:7)  | Makrogusowa/Rudych | 1:2 (21:17, 11:21, 14:16) | Ausgeschieden | Ausgeschieden | Ausgeschieden           | Ausgeschieden           | 9    |
| Mona Geßlbauer/Julia Radl               | Placette/Richard   | 0:2 (23:25, 16:21)        | 2            | Bell/Kendall       | 2:0 (21:13, 21:13) | Fortunati/Rotti | 2:0 (21:19, 21:7)  | Makrogusowa/Rudych | 1:2 (21:17, 11:21, 14:16) | Ausgeschieden | Ausgeschieden | Ausgeschieden           | Ausgeschieden           | 9    |
| Mona Geßlbauer/Julia Radl               | Bethancourt/Giron  | 2:0 (21:15, 21:19)        | 2            | Bell/Kendall       | 2:0 (21:13, 21:13) | Fortunati/Rotti | 2:0 (21:19, 21:7)  | Makrogusowa/Rudych | 1:2 (21:17, 11:21, 14:16) | Ausgeschieden | Ausgeschieden | Ausgeschieden           | Ausgeschieden           | 9    |
| Mona Geßlbauer/Julia Radl               | Kawfong/Tangkaeo   | 2:0 (21:14, 21:16)        | 2            | Bell/Kendall       | 2:0 (21:13, 21:13) | Fortunati/Rotti | 2:0 (21:19, 21:7)  | Makrogusowa/Rudych | 1:2 (21:17, 11:21, 14:16) | Ausgeschieden | Ausgeschieden | Ausgeschieden           | Ausgeschieden           | 9    |
| Mona Geßlbauer/Julia Radl               | Bobadilla/Valiente | 2:1 (19:21, 21:16, 15:13) | 2            | Bell/Kendall       | 2:0 (21:13, 21:13) | Fortunati/Rotti | 2:0 (21:19, 21:7)  | Makrogusowa/Rudych | 1:2 (21:17, 11:21, 14:16) | Ausgeschieden | Ausgeschieden | Ausgeschieden           | Ausgeschieden           | 9    |

### Golf
| Athleten        | Runde 1 | Runde 2 | Runde 3 | Gesamt | Par | Rang |
| --------------- | ------- | ------- | ------- | ------ | --- | ---- |
| Jungen          |         |         |         |        |     |      |
| Johannes Schwab | 100     | 93      | 88      | 281    | +65 | 32   |
| Mädchen         |         |         |         |        |     |      |
| Lea Zeitler     | 79      | 76      | 75      | 230    | +14 | 25   |

| Athleten                    | Runde 1 | Runde 2 | Runde 3 (J) | Runde 3 (M) | Gesamt | Par | Rang |
| --------------------------- | ------- | ------- | ----------- | ----------- | ------ | --- | ---- |
| Mixed                       |         |         |             |             |        |     |      |
| Johannes Schwab Lea Zeitler | 71      | 75      | 95          | 72          | 313    | +25 | 29   |

### Judo
| Athleten | Wettbewerb       | Achtelfinale   | Achtelfinale | Viertelfinale         | Viertelfinale | Halbfinale    | Halbfinale    | Hoffnungsrunde 1 | Hoffnungsrunde 1 | Hoffnungsrunde 2 | Hoffnungsrunde 2 | Hoffnungsrunde 3 | Hoffnungsrunde 3 | Hoffnungsrunde 4  | Hoffnungsrunde 4 | Finale / Platz 3 | Finale / Platz 3 | Rang   |
| Athleten | Wettbewerb       | Gegner         | Ergebnis     | Gegner                | Ergebnis      | Gegner        | Ergebnis      | Gegner           | Ergebnis         | Gegner           | Ergebnis         | Gegner           | Ergebnis         | Gegner            | Ergebnis         | Gegner           | Ergebnis         | Rang   |
| --- | ---------------- | -------------- | ------------ | --------------------- | ------------- | ------------- | ------------- | ---------------- | ---------------- | ---------------- | ---------------- | ---------------- | ---------------- | ----------------- | ---------------- | ---------------- | ---------------- | ------ |
| Jungen |                  |                |              |                       |               |               |               |                  |                  |                  |                  |                  |                  |                   |                  |                  |                  |        |
| Marko Bubanja | Klasse bis 81 kg | Anri Egutidze  | 100-000      | Tamazi Kirakozashvili | 010-011       | ausgeschieden | ausgeschieden | –                | –                | –                | –                | Felix Penning    | 101-000          | Iván Felipe Silva | 000-000          | ausgeschieden    | ausgeschieden    | 7      |
| Mädchen |                  |                |              |                       |               |               |               |                  |                  |                  |                  |                  |                  |                   |                  |                  |                  |        |
| Michaela Polleres | Klasse bis 63 kg | Fatim Fofana   | 100-000      | Lisa Mullenberg       | 000-100       | ausgeschieden | ausgeschieden | –                | –                | –                | –                | Nokutula Banda   | 100-000          | Brigitte Carabali | 011-000          | Jessica Klimkait | 000:000          | Bronze |
| Mixed |                  |                |              |                       |               |               |               |                  |                  |                  |                  |                  |                  |                   |                  |                  |                  |        |
| Team Douillet Gustavo Basile Marko Bubanja Adonis Diaz Liudmyla Drozdova Lee Hyekyeong Brigita Matic Peter Miles               | Mixed Team       | Team Yamashita | 3200−3112    | Team Nevzorov         | 5-2           | Team Geesink  | 3111−3202     | –                | –                | –                | –                | –                | –                | –                 | –                | ausgeschieden    | ausgeschieden    | Bronze |
| Team Berghmans Anri Egutidze Edlene Mondelly Michaela Polleres Pamela Quizhpi Doménik Schönefeldt Adela Szarzecova Wu Zhiqiang | Mixed Team       | Team Kerr      | 4-3          | Team Xian             | 3-4           | ausgeschieden | ausgeschieden | –                | –                | –                | –                | –                | –                | –                 | –                | ausgeschieden    | ausgeschieden    | 5      |

### Kanu
| Athleten           | Wettbewerb | Vorlauf  | Vorlauf | Hoffnungsrunde | Hoffnungsrunde | Achtelfinale | Achtelfinale | Viertelfinale  | Viertelfinale | Halbfinale     | Halbfinale    | Finale          | Finale        | Rang |
| Athleten           | Wettbewerb | Zeit     | Rang    | Zeit           | Rang           | Zeit         | Rang         | Gegner         | Zeit          | Gegner         | Zeit          | Gegner          | Zeit          | Rang |
| ------------------ | ---------- | -------- | ------- | -------------- | -------------- | ------------ | ------------ | -------------- | ------------- | -------------- | ------------- | --------------- | ------------- | ---- |
| Mädchen            |            |          |         |                |                |              |              |                |               |                |               |                 |               |      |
| Nadine Weratschnig | C-1 Slalom | 1:24,745 | 1       | -              | -              | -            | -            | Lucie Prioux   | 1:25,240      | Birgit Ohmayer | 1:23,868      | Martina Satková | 1:25,659      | Gold |
| Nadine Weratschnig | C-1 Sprint | 2:45,558 | 7       | 2:44,237       | 2              | -            | -            | Ljudmyla Lusan | 2:43,536      | ausgeschieden  | ausgeschieden | ausgeschieden   | ausgeschieden | 7    |

### Leichtathletik

#### Laufen und Gehen
| Athleten        | Wettbewerb   | Vorlauf | Vorlauf | Finale | Finale | Rang |
| Athleten        | Wettbewerb   | Zeit    | Rang    | Zeit   | Rang   | Rang |
| --------------- | ------------ | ------- | ------- | ------ | ------ | ---- |
| Jungen          |              |         |         |        |        |      |
| Dominik Hufnagl | 400 m Hürden | 52,34 s | 5       | 52,95  | 7      | 7    |
| Mädchen         |              |         |         |        |        |      |
| Ina Huemer      | 200 m        | 24,74 s | 8       | 24,74  | 7      | 7    |

#### Springen und Werfen
| Athleten           | Wettbewerb | Qualifikation | Qualifikation | Finale     | Finale | Rang |
| Athleten           | Wettbewerb | Weite/Höhe    | Rang          | Weite/Höhe | Rang   | Rang |
| ------------------ | ---------- | ------------- | ------------- | ---------- | ------ | ---- |
| Jungen             |            |               |               |            |        |      |
| Philip Kronsteiner | Dreisprung | 14,89 m       | 611           | 15,18      | 11     | 11   |

### Moderner Fünfkampf
| Athleten                                 | Wettbewerb | Schwimmen   | Schwimmen | Fechten | Fechten | Combined     | Combined | Punkte | Rang |
| Athleten                                 | Wettbewerb | Zeit        | Punkte    | Rang    | Punkte  | Zeit         | Punkte   | Punkte | Rang |
| ---------------------------------------- | ---------- | ----------- | --------- | ------- | ------- | ------------ | -------- | ------ | ---- |
| Jungen                                   |            |             |           |         |         |              |          |        |      |
| Gustav Gustenau                          | Einzel     | 2:04,76 min | 326       | 10      | 260     | 12:40,91 min | 540      | 1126   | 6    |
| Mixed                                    |            |             |           |         |         |              |          |        |      |
| Team 19 Gustav Gustenau Valeriia Uvarova | Mannschaft | 2:03,41 min | 330       | 18      | 252     | 13:03,85 min | 517      | 1099   | 21   |

### Radsport
| Athleten                      | Wettbewerb | Mountainbike (Ausscheidungsrennen) | Mountainbike (Ausscheidungsrennen) | Zeitfahren  | Zeitfahren | BMX  | BMX    | Mountainbike (Olympisch) | Mountainbike (Olympisch) | Straßenrennen           | Straßenrennen | Punkte | Rang |
| Athleten                      | Wettbewerb | Rang                               | Punkte                             | Zeit        | Punkte     | Rang | Punkte | Zeit                     | Punkte                   | Zeit                    | Punkte        | Punkte | Rang |
| ----------------------------- | ---------- | ---------------------------------- | ---------------------------------- | ----------- | ---------- | ---- | ------ | ------------------------ | ------------------------ | ----------------------- | ------------- | ------ | ---- |
| Jungen                        |            |                                    |                                    |             |            |      |        |                          |                          |                         |               |        |      |
| Tobias Franek Felix Ritzinger | Team       | 25                                 | 0                                  | 5:13,30 min | 40         | 5    | 80     | 56,38 s                  | 50                       | - 1:37:23 min           | 3             | 173    | 9    |
| Mädchen                       |            |                                    |                                    |             |            |      |        |                          |                          |                         |               |        |      |
| Melanie Amann Nadja Heigl     | Team       | 9                                  | 15                                 | 6:19,04 min | 0          | 9    | 30     | 49:26 s                  | 3                        | 1:12,36 min 1:12,36 min | 3             | 51     | 22   |

| Athleten                                                | Wettbewerb | Mountainbike (Olympisch) (Mädchen) | Mountainbike (Olympisch) (Mädchen) | Mountainbike (Olympisch) (Jungen) | Mountainbike (Olympisch) (Jungen) | Straßenrennen (Jungen) | Straßenrennen (Jungen) | Straßenrennen (Mädchen) | Straßenrennen (Mädchen) | Zeit      | Rang |
| Athleten                                                | Wettbewerb | Zeit                               | Rang                               | Zeit                              | Rang                              | Zeit                   | Rang                   | Zeit                    | Rang                    | Zeit      | Rang |
| ------------------------------------------------------- | ---------- | ---------------------------------- | ---------------------------------- | --------------------------------- | --------------------------------- | ---------------------- | ---------------------- | ----------------------- | ----------------------- | --------- | ---- |
| Mixed                                                   |            |                                    |                                    |                                   |                                   |                        |                        |                         |                         |           |      |
| Tobias Franek Felix Ritzinger Melanie Amann Nadja Heigl | Staffel    | 3:23 min                           | 5                                  | 6:25 min                          | 7                                 | 11:53 min              | 7                      | 18:22 min               | 11                      | 18:22 min | 11   |

### Rudern
| Athleten                                     | Wettbewerb | Vorlauf     | Vorlauf | Hoffnungslauf | Hoffnungslauf | Halbfinale | Halbfinale | Finale      | Finale | Rang |
| Athleten                                     | Wettbewerb | Zeit        | Rang    | Zeit          | Rang          | Zeit       | Rang       | Zeit        | Rang   | Rang |
| -------------------------------------------- | ---------- | ----------- | ------- | ------------- | ------------- | ---------- | ---------- | ----------- | ------ | ---- |
| Jungen                                       |            |             |         |               |               |            |            |             |        |      |
| Ferdinand Querfeld Christoph Seifriedsberger | Zweier     | 3:31,20 min | 2       | 3:13,66 min   | 2             | -          | -          | 3:15,73 min | 6      | 6    |

### Schießen
| Athleten                        | Wettbewerb          | Qualifikation | Qualifikation | Achtelfinale  | Achtelfinale  | Viertelfinale | Viertelfinale | Halbfinale    | Halbfinale    | Finale        | Finale        | Rang |
| Athleten                        | Wettbewerb          | Punkte        | Rang          | Punkte        | Rang          | Punkte        | Rang          | Punkte        | Rang          | Punkte        | Rang          | Rang |
| ------------------------------- | ------------------- | ------------- | ------------- | ------------- | ------------- | ------------- | ------------- | ------------- | ------------- | ------------- | ------------- | ---- |
| Mädchen                         |                     |               |               |               |               |               |               |               |               |               |               |      |
| Rebecca Köck                    | Luftgewehr 10 Meter | 410,4         | 9             | ausgeschieden | ausgeschieden | ausgeschieden | ausgeschieden | ausgeschieden | ausgeschieden | ausgeschieden | ausgeschieden | 9    |
| Mixed Team                      |                     |               |               |               |               |               |               |               |               |               |               |      |
| Rebecca Köck Abdullah Alsunaidi | Luftgewehr 10 Meter | 807,7         | 17            | ausgeschieden | ausgeschieden | ausgeschieden | ausgeschieden | ausgeschieden | ausgeschieden | ausgeschieden | ausgeschieden | 17   |

### Schwimmen
| Athleten          | Wettbewerb          | Vorlauf     | Vorlauf | Halbfinale    | Halbfinale    | Finale        | Finale        | Rang |
| Athleten          | Wettbewerb          | Zeit        | Rang    | Zeit          | Rang          | Zeit          | Rang          | Rang |
| ----------------- | ------------------- | ----------- | ------- | ------------- | ------------- | ------------- | ------------- | ---- |
| Jungen            |                     |             |         |               |               |               |               |      |
| Sebastian Steffan | 200 m Freistil      |             |         |               |               |               |               |      |
| Sebastian Steffan | 400 m Freistil      | 4:03,34 min | 26      | -             | -             | ausgeschieden | ausgeschieden | 26   |
| Sebastian Steffan | 200 m Lagen         | 2:04,31 min | 7       | -             | -             | 2:04,61 min   | 8             | 8    |
| Sascha Subarsky   | 50 m Schmetterling  | 24,95 s     | 13      | 25,10 s       | 15            | ausgeschieden | ausgeschieden | 15   |
| Sascha Subarsky   | 100 m Schmetterling | 54,86 s     | 9       | 54,00 s       | 7             | 54,44 s       | 8             | 8    |
| Mädchen           |                     |             |         |               |               |               |               |      |
| Lena Kreundl      | 50 m Freistil       | 26,31 s     | 11      | 25,96 s       | 9             | ausgeschieden | ausgeschieden | 9    |
| Lena Kreundl      | 100 m Freistil      | 56,32 s     | 10      | 56,16 s       | 11            | ausgeschieden | ausgeschieden | 11   |
| Lena Kreundl      | 50 m Rücken         | 30,10 s     | 23      | ausgeschieden | ausgeschieden | ausgeschieden | ausgeschieden | 23   |
| Lena Kreundl      | 50 m Freistil       | 27,34 s     | 10      | 27,21         | 11            | ausgeschieden | ausgeschieden | 11   |
| Claudia Hufnagl   | 200 m Freistil      | 2:02,49 min | 12      | -             | -             | ausgeschieden | ausgeschieden | 12   |
| Claudia Hufnagl   | 400 m Freistil      | 4:15,95 min | 8       | -             | -             | 4:18,26       | 8             | 8    |
| Claudia Hufnagl   | 100 m Schmetterling | 1:02,04 min | 16      | 1:02,87 min   | 16            | ausgeschieden | ausgeschieden | 16   |
| Claudia Hufnagl   | 200 m Schmetterling | 2:15,11 min | 10      | -             | -             | ausgeschieden | ausgeschieden | 10   |

### Taekwondo
| Athleten         | Wettbewerb       | Achtelfinale | Achtelfinale | Viertelfinale | Viertelfinale | Halbfinale    | Halbfinale    | Finale        | Finale        | Rang |
| Athleten         | Wettbewerb       | Gegner       | Ergebnis     | Gegner        | Ergebnis      | Gegner        | Ergebnis      | Gegner        | Ergebnis      | Rang |
| ---------------- | ---------------- | ------------ | ------------ | ------------- | ------------- | ------------- | ------------- | ------------- | ------------- | ---- |
| Jungen           |                  |              |              |               |               |               |               |               |               |      |
| Eduard Frankford | Klasse bis 63 kg | Freilos      | Freilos      | Edival Pontes | 4:16          | ausgeschieden | ausgeschieden | ausgeschieden | ausgeschieden | 5    |

### Tischtennis
| Athleten                         | Gruppenphase                                 | Gruppenphase                        | Gruppenphase | Achtelfinale/Hoffnungsrunde 1     | Achtelfinale/Hoffnungsrunde 1 | Viertelfinale/Hoffnungsrunde 2 | Viertelfinale/Hoffnungsrunde 2 | Halbfinale/Hoffnungsrunde 3 | Halbfinale/Hoffnungsrunde 3 | Finale / Platz 3 / Platz 5 | Finale / Platz 3 / Platz 5 | Rang |
| Athleten                         | Gegner                                       | Ergebnis                            | Rang         | Gegner                            | Ergebnis                      | Gegner                         | Ergebnis                       | Gegner                      | Ergebnis                    | Gegner                     | Ergebnis                   | Rang |
| -------------------------------- | -------------------------------------------- | ----------------------------------- | ------------ | --------------------------------- | ----------------------------- | ------------------------------ | ------------------------------ | --------------------------- | --------------------------- | -------------------------- | -------------------------- | ---- |
| Jungen                           |                                              |                                     |              |                                   |                               |                                |                                |                             |                             |                            |                            |      |
| Andreas Levenko                  | David Reitšpies                              | 1:3 (5:11, 9:11, 11:8, 8:11)        | 3            | T'Anje Johnson                    | 3:0 (W/O)                     | Abhishek Yadav                 | 1:3 (6:11, 8:11, 11:5, 9:11)   | ausgeschieden               | ausgeschieden               | ausgeschieden              | ausgeschieden              | 21   |
| Andreas Levenko                  | Kerem Ben Yahia                              | 3:2 (16:14, 9:11, 11:5, 9:11, 11:6) | 3            | T'Anje Johnson                    | 3:0 (W/O)                     | Abhishek Yadav                 | 1:3 (6:11, 8:11, 11:5, 9:11)   | ausgeschieden               | ausgeschieden               | ausgeschieden              | ausgeschieden              | 21   |
| Andreas Levenko                  | Patryk Zatowka                               | 2:3 (8:11, 11:6, 11:9, 6:11, 9:11)  | 3            | T'Anje Johnson                    | 3:0 (W/O)                     | Abhishek Yadav                 | 1:3 (6:11, 8:11, 11:5, 9:11)   | ausgeschieden               | ausgeschieden               | ausgeschieden              | ausgeschieden              | 21   |
| Mädchen                          |                                              |                                     |              |                                   |                               |                                |                                |                             |                             |                            |                            |      |
| Karoline Mischek                 | Lea Rakovac                                  | 1:3 (5:11, 4:11, 11:7, 6:11)        | 2            | Adina Diaconu                     | 0:4 (4:11, 9:11, 8:11, 10:12) | ausgeschieden                  | ausgeschieden                  | ausgeschieden               | ausgeschieden               | ausgeschieden              | ausgeschieden              | 9    |
| Karoline Mischek                 | Chelsea Edghill                              | 3:0 (11:7, 11:7, 11:6)              | 2            | Adina Diaconu                     | 0:4 (4:11, 9:11, 8:11, 10:12) | ausgeschieden                  | ausgeschieden                  | ausgeschieden               | ausgeschieden               | ausgeschieden              | ausgeschieden              | 9    |
| Karoline Mischek                 | Natalia Bajor                                | 1:3 (11:7, 9:11, 8:11, 3:11)        | 2            | Adina Diaconu                     | 0:4 (4:11, 9:11, 8:11, 10:12) | ausgeschieden                  | ausgeschieden                  | ausgeschieden               | ausgeschieden               | ausgeschieden              | ausgeschieden              | 9    |
| Mixed                            |                                              |                                     |              |                                   |                               |                                |                                |                             |                             |                            |                            |      |
| Andreas Levenko Karoline Mischek | Lea Rakovac Tomislav Pucar                   | 0:3 (1:3, 1:3, 1:3)                 | 3            | Fatouma Ali Salah Soudes Alassani | 2:0 (3:0, 3:1)                | Leila Imre Ádám Szudi          | 0:2 (2:3, 0:3)                 | ausgeschieden               | ausgeschieden               | ausgeschieden              | ausgeschieden              | 21   |
| Andreas Levenko Karoline Mischek | Chelsea Edghill Alejandro Toranzos           | 3:0 (3:0, 3:1, 3:0)                 | 3            | Fatouma Ali Salah Soudes Alassani | 2:0 (3:0, 3:1)                | Leila Imre Ádám Szudi          | 0:2 (2:3, 0:3)                 | ausgeschieden               | ausgeschieden               | ausgeschieden              | ausgeschieden              | 21   |
| Andreas Levenko Karoline Mischek | Tamolwan Khetkhuan Padasak Tanviriyavechakul | 0:3 (0:3, 0:3, 0:3)                 | 3            | Fatouma Ali Salah Soudes Alassani | 2:0 (3:0, 3:1)                | Leila Imre Ádám Szudi          | 0:2 (2:3, 0:3)                 | ausgeschieden               | ausgeschieden               | ausgeschieden              | ausgeschieden              | 21   |

### Triathlon
| Athleten            | Wettbewerb | Schwimmen (750 m) | Schwimmen (750 m) | Radfahren (20 km) | Radfahren (20 km) | Laufen (5 km) | Gesamt    | Rang |
| Athleten            | Wettbewerb | Zeit              | Wechsel           | Zeit              | Wechsel           | Zeit          | Zeit      | Rang |
| ------------------- | ---------- | ----------------- | ----------------- | ----------------- | ----------------- | ------------- | --------- | ---- |
| Jungen              |            |                   |                   |                   |                   |               |           |      |
| Philip Horwarth     | Einzel     | 9:24 min          | 00:41 min         | 32:51 min         | 00:24 min         | 16:43 min     | 1:00,03 h | 23   |
| Mädchen             |            |                   |                   |                   |                   |               |           |      |
| Sara Anna Skardelly | Einzel     | 11:10 min         | 00:45 min         | 32:43 min         | 00:30 min         | 17:53 min     | 1:03,01 h | 12   |

| Athleten                                                                                          | Wettbewerb | Zeit        | Rang |
| ------------------------------------------------------------------------------------------------- | ---------- | ----------- | ---- |
| Mixed                                                                                             |            |             |      |
| Europe 5 Sara Anna Skardelly Romain Loop Flora Bicsak Dmitry Efimov                               | Staffel    | 1:26,46 min | 9    |
| World Team 1 Jessica Romero Tinoco Victor Manuela Herrera de la Hoz Sofiya Pryyma Philip Horwarth | Staffel    | 1:29,04 min | 10   |

### Turnen
| Athleten          | Wettbewerb | Qualifikation | Qualifikation | Finale        | Finale        | Rang |
| Athleten          | Wettbewerb | Punkte        | Rang          | Punkte        | Rang          | Rang |
| ----------------- | ---------- | ------------- | ------------- | ------------- | ------------- | ---- |
| Jungen            |            |               |               |               |               |      |
| Johannes Mairoser | Mehrkampf  | 74.550        | 25            | ausgeschieden | ausgeschieden | 25   |
| Mädchen           |            |               |               |               |               |      |
| Ceyda Sirbu       | Mehrkampf  | 45.575        | 31            | ausgeschieden | ausgeschieden | 31   |